# تمويل أولي للشركات
المال الأولي (بالإنجليزية: Seed money)‏ أو التمويل الأولي أو التمويل القادم من العائلة والأصدقاء، هي طريقة من طرق طرح الأوراق المالية حيث تقوم بعض الأطراف ذات الصلة بالشركة الناشئة الجديدة بالاستثمار بمبلغ يمكّن الشركة الناشئة من البدء بأعمالها والاستمرار بالسوق حتى تصل لمرحلة قادرة على تمويل نفسها بنفسها أو تتمكن خلال هذه الفترة من خلق شيء ذا قيمة يجعل من الشركة الناشئة مغرية للمستثمرين للاستثمار بها في مراحل الاستثمار المقبلة. وتجدر الإشارة إلى أن التمويل الأولي قد يكون أحد أشكال التمويل الجماعي.

## الاستخدام
يستخدم التمويل الأولي عادةً لدفع التكاليف التمهيدية للشركات الناشئة مثل بحوث التسويق وتطوير الأعمال. ويكون المستثمرين بالعادة هم ملّاك المشروع نفسه، معتمدين على مدخراتهم الشخصية، قروض الرهن العقاري، أو المال المقترض من العائلة والاصدقاء. كما يمكن أن يكون المستثمرون ليسوا من المستثمرين الملائكة أو مستثمري رأس المال المخاطر الذين قد يكونون على معرفة مع مؤسسي المشروع. وتجد الإشارة إلى أنه لا يشترط في التمويل الأولي أن يكون كبيراً, حيث يبدأ الكثير من الأشخاص باستثمارات ومشاريع جديدة بمبلغ يعادل 50,000 دولار أو أقل.

يمكن التمييز بين التمويل الأولي وبين رأس المال المخاطر بأن الأخير يميل لأن يكون أكبر بكثيراً من الناحية النقدية وأن يمتلك بطبيعته تعاقدات طويلة الأجل وان يكون أكثر تعقيداً من ناحية العقود والهيكلية التنظيمية في الشركة المستثمر بها.

يتمييز التمويل الأولي بأنه أكثر مخاطرةً من رأس المال المخاطر، ويعود السبب وراء ذلك إلى أن مقدم رأس المال الأولي لا يرى امامه إلى منتج فعلي ليقيّمه قبل الاستثمار فيه. ولذلك فإن المستثمرين الذي يقدمون رأس المال الأولي يحصلون على حصص مقابلة للحصص التي يحصل عليها المستثمرين في رأس المال المخاطر مع الفرق الكبير في الأموال المستثمرة من قبلهم (يقدم المستثمرين في التمويل الأولي مبلغ يتراوح بين عشرات الآف الدولارات إلى مئات الآف الدولارات مقابل المبلغ الذي يقدمه المستثمرين في رأس المال المخاطر والذي يتراوح بين مئات الآف الدولارات إلى ملايين الدولات).

يمكن أن يجمع التمويل الأولي أيضاً من التمويل الجماعي حيث أنه لا يكون بهذه الحالة معروضاً من المستثمرين.
يقوم بالمستثمرين بالعادة باتخاذ قرارهم بتزويد التمويل الأولي بناءً على تصورهم لمدى نجاح وقوة الفكرة، وقدرة ومهارات وخبرة المؤسسين.